# Combat d'Adam et Ève
Le Combat d'Adam et d'Ève contre Satan est un apocryphe chrétien de l'Ancien Testament. Il est composé vers les Ve – VIe siècles. Il en existe des manuscrits en arabe et en guèze.

## Premières traductions
Le livre a été traduit du guèze et publié en allemand en 1853 par August Dillmann sous le titre  Das christliche Adambuch des Morgenlandes. En 1856, le livre est traduit de l'allemand et publié en français par l'abbé Jacques Paul Migne dans son  Dictionnaire des Apocryphes . En 1880, Ernest Trumpp (en) publie une nouvelle version sur la base d'autres manuscrits dont un en arabe  (Der Kampf Adams - gegen die Versuchungen des satans). Il est publié en anglais en 1882 par Solomon Caesar Malan (en).

## Contenu
- Le statut d'Adam et Ève à leur création et leur habitat
- La promesse du retour au Jardin à la venue du rédempteur
- Le combat contre Satan et le soutien des anges de Dieu
- La proximité de la caverne des trésors et du Jardin d'Éden
- La simplicité d'Abel et la jalouse convoitise de Caïn
- La descendance impie de Caïn et la généalogie d'Adam à Noé
- La transmission de la vérité (livres) d'une génération à l'autre
- La consécration de Melchisédech, fils d'Arpaschad
- La division de la terre entre les trois fils de Noé
- La propagation de l'idolâtrie sur la terre entière
- Les prophètes de Selah à Abraham contre l'idolâtrie
- La généalogie dite sacrée d'Adam à Jésus